# Sofia di Baviera (margravina di Stiria)
Sofia di Baviera (1105 – 1145) fu duchessa consorte di Zähringen e margravina consorte di Stiria e infine suora.

## Biografia
Sofia di Baviera nacque nel 1105 da Enrico IX, duca di Baviera e da sua moglie Wulfhilde di Sassonia. Apparteneva dunque alla dinastia Welfen ed era sorella di Enrico X, duca di Baviera, di Guelfo I, marchese di Toscana e duca di Spoleto, di Giuditta di Baviera, duchessa consorte di Svevia e madre di Federico Barbarossa, ed infine di Corrado di Baviera, monaco cistercense e santo. 
Sposò in prime nozze Bertoldo III, duca di Zähringen, ma questo venne ucciso nel 1122. Sposò quindi in seconde nozze Leopoldo, margravio di Stiria della dinastia degli Ottocari. Essi ebbero i seguenti figli: 
- Elisabetta (1124 circa-25 dicembre dopo il 1138), che sposò in prime nozze Rodolfo II della marca Nord e successivamente Enrico VII di Carinzia[2];
- Margherita († dopo il 22 febbraio 1138)[2];
- Ottocaro III di Stiria, che successe al padre come margravio di Stiria[2];
- Cunegonda (forse), che sposò Ottone (II) di Rechberg e Lengbach[2].

Il suo secondo marito morì nel 1129, poco dopo aver fondato l'abbazia di Rein. Dopo la sua morte, Sofia continuò a finanziare la costruzione dell'abbazia. Lei e Bernardo di Trixen divennero co-reggenti della marca di Stiria fino a quando suo figlio non raggiunse la maggiore età nel 1139. Successivamente prese i voti religiosi ed entrò nell'abbazia di Admont. Morì nel 1145.

## Ascendenza
|                       |                     |                         | Genitori                 |  |  | Nonni |  |  | Bisnonni               |  |  | Trisnonni      |  |
|                       |                     |                         |                          |  |  |       |  |  | Alberto Azzo II d'Este |  |  | Alberto Azzo I |  |
|                       |                     |                         |                          |  |  |       |  |  | Alberto Azzo II d'Este |  |  | Alberto Azzo I |  |
|                       |                     | Adelaide                |                          |  |  |       |  |  | Alberto Azzo II d'Este |  |  |                |  |
| Guelfo I di Baviera   |                     |                         |                          |  |  |       |  |  | Alberto Azzo II d'Este |  |  |                |  |
|                       |                     | Cunegonda di Altdorf    | Guelfo III di Altdorf    |  |  |       |  |  |                        |  |  |                |  |
|                       |                     | Cunegonda di Altdorf    | Guelfo III di Altdorf    |  |  |       |  |  |                        |  |  |                |  |
|                       |                     | Cunegonda di Altdorf    | Imiza di Lussemburgo     |  |  |       |  |  |                        |  |  |                |  |
| Enrico IX di Baviera  |                     | Cunegonda di Altdorf    |                          |  |  |       |  |  |                        |  |  |                |  |
|                       |                     | Baldovino IV di Fiandra | Arnolfo II di Fiandra    |  |  |       |  |  |                        |  |  |                |  |
|                       |                     | Baldovino IV di Fiandra | Arnolfo II di Fiandra    |  |  |       |  |  |                        |  |  |                |  |
|                       |                     | Baldovino IV di Fiandra | Rozala d'Ivrea           |  |  |       |  |  |                        |  |  |                |  |
| Giuditta di Fiandra   |                     | Baldovino IV di Fiandra |                          |  |  |       |  |  |                        |  |  |                |  |
|                       |                     | Eleonora di Normandia   | Riccardo II di Normandia |  |  |       |  |  |                        |  |  |                |  |
|                       |                     | Eleonora di Normandia   | Riccardo II di Normandia |  |  |       |  |  |                        |  |  |                |  |
|                       |                     | Eleonora di Normandia   | Giuditta di Bretagna     |  |  |       |  |  |                        |  |  |                |  |
| Sofia di Baviera      |                     | Eleonora di Normandia   |                          |  |  |       |  |  |                        |  |  |                |  |
|                       | Ordulfo di Sassonia | Bernardo II di Sassonia |                          |  |  |       |  |  |                        |  |  |                |  |
|                       | Ordulfo di Sassonia | Bernardo II di Sassonia |                          |  |  |       |  |  |                        |  |  |                |  |
|                       | Ordulfo di Sassonia | Eilika di Schweinfurt   |                          |  |  |       |  |  |                        |  |  |                |  |
| Magnus di Sassonia    | Ordulfo di Sassonia |                         |                          |  |  |       |  |  |                        |  |  |                |  |
|                       |                     | Wulfhild di Norvegia    | Olaf II di Norvegia      |  |  |       |  |  |                        |  |  |                |  |
|                       |                     | Wulfhild di Norvegia    | Olaf II di Norvegia      |  |  |       |  |  |                        |  |  |                |  |
|                       |                     | Wulfhild di Norvegia    | Astrid Olfosdotter       |  |  |       |  |  |                        |  |  |                |  |
| Wulfhilde di Sassonia |                     | Wulfhild di Norvegia    |                          |  |  |       |  |  |                        |  |  |                |  |
|                       |                     | Béla I d'Ungheria       | Vazul                    |  |  |       |  |  |                        |  |  |                |  |
|                       |                     | Béla I d'Ungheria       | Vazul                    |  |  |       |  |  |                        |  |  |                |  |
|                       |                     | Béla I d'Ungheria       | …                        |  |  |       |  |  |                        |  |  |                |  |
| Sofia d'Ungheria      |                     | Béla I d'Ungheria       |                          |  |  |       |  |  |                        |  |  |                |  |
|                       |                     | Richeza di Polonia      | Miecislao II di Polonia  |  |  |       |  |  |                        |  |  |                |  |
|                       |                     | Richeza di Polonia      | Miecislao II di Polonia  |  |  |       |  |  |                        |  |  |                |  |
|                       |                     | Richeza di Polonia      | Richeza di Lotaringia    |  |  |       |  |  |                        |  |  |                |  |
|                       |                     | Richeza di Polonia      |                          |  |  |       |  |  |                        |  |  |                |  |